# Simon Vitse
Pas d'image ? Cliquez ici
Simon Vitse, né le 27 septembre 1990, est un pilote français de rallye-raid, en quad et en auto.

## Palmarès

### Résultats au Rallye Dakar
| Année | Catégorie | Marque            | Position | Victoires d'etapes |
| ----- | --------- | ----------------- | -------- | ------------------ |
| 2017  | quad      |                   | abd      |                    |
| 2018  | quad      | Yamaha Raptor 700 | abd      | 1                  |